# スタンフォード・ロー・スクール
スタンフォード・ロー・スクール（Stanford Law School、略称SLS）は、カリフォルニア州パロアルト市にあるスタンフォード大学のロー・スクールである。ハーバード大学、イェール大学、ニューヨーク大学、シカゴ大学、コロンビア大学と共に全米トップクラスのロースクール（法科大学院）として名高い。

## 概要
1893年に設立。全米ロー・スクール・ランキングでは1992年以降、25年間にわたって常にトップ3のロー・スクールとしてランキング入りし続けている。合衆国最高裁判所での初めての女性判事であるサンドラ・デイ・オコナーや合衆国最高裁判所の首席判事であるウィリアム・レンキストを輩出したことで有名。